# Veniamin Soldatenko
Veniamin Vasilyevich Soldatenko (Вениамин Васильевич Солдатенко, Shkurovka, 4 de enero de 1939-15 de julio de 2023) fue un atleta ruso especialista en marcha atlética.

## Carrera deportiva
En 1972 acudió a los Juegos Olímpicos de Múnich donde, en los 50 kilómetros marcha, terminó en segundo puesto consiguiendo de esta manera una medalla olímpica de plata.
En el Campeonato Europeo de Atletismo ocupó todos los puestos del podio: primero en 1971, segundo en 1978 y tercero en 1969.
Tras dejar el atletismo trabajó como policía y más tarde como entrenador de marcha en su tierra natal, Kazajistán.
Sus mejores registros son en 50 km 3h:53:24 (1978).